# Šymichinskij rajon
Il Šymichinskij rajon (in russo Шумихинский район?) è un rajon dell'Oblast' di Kurgan, nel Bassopiano della Siberia occidentale.